# 69-й резервний корпус (Третій Рейх)
LXIX (69-й) резервний ко́рпус (нім. LXIX. Reservekorps) — резервний корпус Вермахту, що виконував завдання охорони тилу німецьких військ за часів Другої світової війни. 20 січня 1944 переформований на 69-й армійський корпус.

## Історія
LXIX резервний корпус сформований 8 липня 1943 року на території Австрії у Відні в XVII військовому окрузі, як 69-й корпус особливого призначення. 13 липня 1943 корпус перейменований на LXIX-й резервний й формування корпусу з командуванням передислоковані до Хорватії з розміщенням штаб-квартири корпусу в Загребі.
Головним завданням резервного корпусу визначалося навчання особового складу хорватських збройних сил, а також завдання з охорони важливих об'єктів тилу, у першу чергу залізничного сполучення, на території Незалежної Держави Хорватія, окупованої Сербії та Чорногорії. Корпус перебував у безпосередньому підпорядкуванні командувача 2-ї танкової армії генерал-полковника Л.Рендуліча зі складу групи армій «F».
Війська корпусу залучалися до проведення антипартизанських операцій проти югославського руху опору, а саме: «Гербст ІІ», «Феркель», «Вілдзау», «Канни», «Унгевіттер», «Шах», «Шлюззельблюме», «Руан».
У вересні 1943 частини корпусу брали учать у роззброєнні італійських військ після капітуляції Королівства Італія й в організації берегової оборони поздовж адріатичного узбережжя.
20 січня 1944 року переформований на 69-й армійський корпус.

## Райони бойових дій
- Австрія (липень 1943);
- Хорватія (липень 1943 — січень 1944).

## Командування

### Командири
- генерал від інфантерії Ернст Денер (нім. Hans Dehner) (8 липня 1943 — 20 січня 1944).

### Підпорядкованість
| Час      | Армія              | Група армій             | Штаб   |
| -------- | ------------------ | ----------------------- | ------ |
| 1943     |                    |                         |        |
| 10 липня | —                  | XVII-й військовий округ | Відень |
| 1 серпня | 2-га танкова армія | Група армій «F»         | Загреб |
| 1944     |                    |                         |        |
| 1 січня  | 2-га танкова армія | Група армій «F»         | Загреб |

## Бойовий склад 69-го резервного корпусу
Формування управління, забезпечення та підтримки
- 169-те артилерійське командування (Arko 169);
- 469-та корпусна рота зв'язку (Nachrichten-Kompanie 469).

- 173-тя резервна дивізія (173. Reserve-Division);
- 187-ма резервна дивізія (187. Reserve-Division).

- 1-ша козача дивізія (1. Kosaken-Division);
- 173-тя резервна дивізія;
- 187-ма резервна дивізія.
- 202-й танковий батальйон (Panzer-Abteilung 202).

- 1-ша козача дивізія;
- 173-тя резервна дивізія;
- 187-ма резервна дивізія

- 367-ма піхотна дивізія (367. Infanterie-Division);
- 1-ша козача дивізія;
- 173-тя резервна дивізія;
- 187-ма резервна дивізія
- 4-та добровольча танко-гренадерська бригада СС «Недерланд» (4. SS-Panzergrenadier-Brigade "Nederland");
- 202-й танковий батальйон.